# Čína na Letních olympijských hrách 2008
Čínu na Letních olympijských hrách v roce 2008 reprezentovala výprava 599 sportovců (310 mužů a 289 žen) ve 23 sportech.

## Medailisté
| Medaile | Jméno | Sport                   | Soutěž                                 |
| ------- | --- | ----------------------- | -------------------------------------- |
| Zlato   | Chen Xiexia | Vzpírání                | Ženy 48 kg                             |
| Zlato   | Pang Wei | Sportovní střelba       | Muži vzduchová pistole na 10 m         |
| Zlato   | Kuo Wen-ťün | Sportovní střelba       | Ženy vzduchová pistole na 10 m         |
| Zlato   | Kuo Ťing-ťing Wu Min-sia | Skoky do vody           | Ženy synchronizované skoky z prkna 3 m |
| Zlato   | Sian Tung-mej | Judo                    | Ženy 52 kg                             |
| Zlato   | Long Qingquan | Vzpírání                | Muži 56 kg                             |
| Zlato   | Huo Liang Lin Yue | Skoky do vody           | Muži synchronizované skoky z věže 10 m |
| Zlato   | Chen Yanqing | Vzpírání                | Ženy 58 kg                             |
| Zlato   | Čang Siang-siang | Vzpírání                | Muži 62 kg                             |
| Zlato   | Huang Xu Chen Yibing Li Siao-pcheng Xiao Qin Jang Wej Cou Kchaj | Sportovní gymnastika    | Muži víceboj – družstvo                |
| Zlato   | Čchen Žuo-lin Wang Xin | Skoky do vody           | Ženy synchronizované skoky z věže 10 m |
| Zlato   | Čung Man | Šerm                    | Muži šavle                             |
| Zlato   | Liao Chuej | Vzpírání                | Muži 69 kg                             |
| Zlato   | Yang Yilin Cheng Fei Jiang Yuyuan Deng Linlin He Kexin Li Shanshan | Sportovní gymnastika    | Ženy víceboj – družstvo                |
| Zlato   | Chen Ying | Sportovní střelba       | Ženy pistole na 25 m                   |
| Zlato   | Wang Feng Qin Kai | Skoky do vody           | Muži synchronizované skoky z prkna 3 m |
| Zlato   | Liu Chunhong | Vzpírání                | Ženy 69 kg                             |
| Zlato   | Liou C'-ke | Plavání                 | Ženy 200 m motýlek                     |
| Zlato   | Du Li | Sportovní střelba       | Ženy Puška na 50 m (3 pozice)          |
| Zlato   | Jang Wej | Sportovní gymnastika    | Muži víceboj – jednotlivci             |
| Zlato   | Zhang Juanjuan | Lukostřelba             | Ženy jednotlivci                       |
| Zlato   | Jang Siou-li | Judo                    | Ženy 78 kg                             |
| Zlato   | Cao Lei | Vzpírání                | Ženy 75 kg                             |
| Zlato   | Tchung Wen | Judo                    | Ženy nad 78 kg                         |
| Zlato   | Lu Yong | Vzpírání                | Muži 85 kg                             |
| Zlato   | Du Jing Yu Yang | Badminton               | Ženy čtyřhra                           |
| Zlato   | Zhang Ning | Badminton               | Ženy dvouhra                           |
| Zlato   | Qiu Jian | Sportovní střelba       | Muži puška na 50 m (3 pozice)          |
| Zlato   | Tang Bin Xi Aihua Ťin C’-wej Feng Guixin | Veslování               | Ženy párová čtyřka                     |
| Zlato   | Wang Jiao | Zápas                   | ženy, volný styl do 72 kg              |
| Zlato   | Cou Kchaj | Sportovní gymnastika    | Muži prostná                           |
| Zlato   | Xiao Qin | Sportovní gymnastika    | Muži kůň našíř                         |
| Zlato   | Kuo Jüe Wang Nan Čang I-ning | Stolní tenis            | Družstvo žen                           |
| Zlato   | Lin Tan | Badminton               | Muži dvouhra                           |
| Zlato   | Kuo Ťing-ťing | Skoky do vody           | Ženy prkno 3 m                         |
| Zlato   | Chen Yibing | Sportovní gymnastika    | Muži kruhy                             |
| Zlato   | He Kexin | Sportovní gymnastika    | Ženy bradla                            |
| Zlato   | He Wenna | Skoky na trampolíně     | Ženy                                   |
| Zlato   | Ma Lin Wang Chao Wang Li-čchin | Stolní tenis            | Družstvo mužů                          |
| Zlato   | Li Siao-pcheng | Sportovní gymnastika    | Muži bradla                            |
| Zlato   | Cou Kchaj | Sportovní gymnastika    | Muži hrazda                            |
| Zlato   | Lu Chunlong | Skoky na trampolíně     | Muži                                   |
| Zlato   | He Chong | Skoky do vody           | Muži prkno 3 m                         |
| Zlato   | Yin Jian | Jachting                | Ženy třída RS:X                        |
| Zlato   | Wu Ťing-jü | Taekwondo               | Ženy 49 kg                             |
| Zlato   | Čchen Žuo-lin | Skoky do vody           | Ženy věž 10 m                          |
| Zlato   | Čang I-ning | Stolní tenis            | Ženy dvouhra                           |
| Zlato   | Meng Guanliang Yang Wenjun | Kanoistika              | Muži C-2 500 m                         |
| Zlato   | Ma Lin | Stolní tenis            | Muži dvouhra                           |
| Zlato   | Cou Š’-ming | Box                     | Muži váha lehká muší do 49 kg          |
| Zlato   | Čang Siao-pching | Box                     | Muži váha polotěžká do 81 kg           |
| Stříbro | Čang Lin | Plavání                 | Muži 400 m volný způsob                |
| Stříbro | Zhang Juanjuan Chen Ling Guo Dan | Lukostřelba             | Družstvo žen                           |
| Stříbro | Zhu Qinan | Sportovní střelba       | Muži vzduchová puška na 10 m           |
| Stříbro | Tan Zongliang | Sportovní střelba       | Muži pistole na 50 m                   |
| Stříbro | Chang Yongxiang | Zápas                   | muži, řecko-římský do 74 kg            |
| Stříbro | Li Hongli | Vzpírání                | Muži 77 kg                             |
| Stříbro | Ťiao Liou-jang | Plavání                 | Ženy 200 m motýlek                     |
| Stříbro | Yang Yu Zhu Qianwei Tan Miao Pang Jiaying Tang Jingzhi | Plavání                 | Ženy štafeta 4×200 m volný způsob      |
| Stříbro | Bao Yingying Huang Haiyang Ni Hong Tchan Süe | Šerm                    | Družstvo žen šavle                     |
| Stříbro | Xie Xingfang | Badminton               | Ženy dvouhra                           |
| Stříbro | Wu You Gao Yulan | Veslování               | Ženy dvojka bez kormidelníka           |
| Stříbro | Xu Li | Zápas                   | ženy, volný styl do 55 kg              |
| Stříbro | Cchaj Jün Fu Chaj-feng | Badminton               | Muži čtyřhra                           |
| Stříbro | Jang Wej | Sportovní gymnastika    | Muži kruhy                             |
| Stříbro | Tian Jia Wang Jie | Plážový volejbal        | Turnaj žen                             |
| Stříbro | Wang Nan | Stolní tenis            | Ženy dvouhra                           |
| Stříbro | Cheng Hui Chen Qiuqi Chen Zhaoxia Fu Baorong Gao Lihua Huang Junxia Li Hongxia Li Shuang Ma Yibo Pan Fengzhen Ren Ye Song Qungling Tang Chunling Zhao Yudiao Zhang Yimeng Zhou Wanfeng | Pozemní hokej           | Turnaj žen                             |
| Stříbro | Wang Chao | Stolní tenis            | Muži dvouhra                           |
| Stříbro | Zhou Lüxin | Skoky do vody           | Muži věž 10 m                          |
| Stříbro | Cai Tongtong Chou Tao Lü Yuanyang Sui Jianshuang Sun Dan Zhang Shuo | Moderní gymnastika      | Družstvo žen                           |
| Stříbro | Zhang Zhilei | Box                     | Muži váha supertěžká nad 91 kg         |
| Stříbro | Čang Wen-siou | Atletika                | Ženy hod kladivem                      |
| Bronz   | Xue Haifeng Jiang Lin Li Wenquan | Lukostřelba             | Družstvo mužů                          |
| Bronz   | Sü Jen | Judo                    | Ženy 57 kg                             |
| Bronz   | Hu Binyuan | Sportovní střelba       | Muži double trap                       |
| Bronz   | Pang Jiaying | Plavání                 | Ženy 200 m volný způsob                |
| Bronz   | Yang Yilin | Sportovní gymnastika    | Ženy víceboj – jednotlivci             |
| Bronz   | Zhang Yawen Wei Yili | Badminton               | Ženy čtyřhra                           |
| Bronz   | Chen Jin | Badminton               | Muži dvouhra                           |
| Bronz   | Zhao Jing Sun Ye Zhou Yafei Pang Jiaying Xu Tianlongzi | Plavání                 | Ženy štafeta 4×100 m polohový závod    |
| Bronz   | Čou Čchun-siou | Atletika                | Ženy marathon                          |
| Bronz   | Jen C’ Čeng Ťie | Tenis                   | Ženy čtyřhra                           |
| Bronz   | He Hanbin Yu Yang | Badminton               | Mix čtyřhra                            |
| Bronz   | Cheng Fei | Sportovní gymnastika    | Ženy kladina                           |
| Bronz   | Wu Min-sia | Skoky do vody           | Ženy prkno 3 m                         |
| Bronz   | Yang Yilin | Sportovní gymnastika    | Ženy bradla                            |
| Bronz   | Xu Lijia | Jachting                | Ženy třída Laser Radial                |
| Bronz   | Cheng Fei | Sportovní gymnastika    | Ženy přeskok                           |
| Bronz   | Guo Shuang | Cyklistika              | Ženy sprint                            |
| Bronz   | Dong Dong | Skoky na trampolíně     | Muži                                   |
| Bronz   | Qin Kai | Skoky do vody           | Muži prkno 3 m                         |
| Bronz   | Xue Chen Zhang Xi | Plážový volejbal        | Turnaj žen                             |
| Bronz   | Wang Xin | Skoky do vody           | Ženy věž 10 m                          |
| Bronz   | Zhu Guo | Taekwondo               | Muži 80 kg                             |
| Bronz   | Kuo Jüe | Stolní tenis            | Ženy dvouhra                           |
| Bronz   | Hanati Silamu | Box                     | Muži váha lehká střední do 69 kg       |
| Bronz   | Wang Yimei Feng Kun Jang Chao Liu Yanan Wei Qiuyue Xu Yunli Zhou Suhong Zhao Ruirui Xue Ming Li Juan Zhang Na Ma Yunwen                                                                | Volejbal                | Turnaj žen                             |
| Bronz   | Gu Beibei Huang Xuechen Jiang Tingting Jiang Wenwen Liu Ou Luo Xi Sun Qiuting Wang Na Zhang Xiaohuan                                                                                   | Synchronizované plavání | Družstvo žen                           |
| Bronz   | Wang Li-čchin | Stolní tenis            | Muži dvouhra                           |